# El Colegio de México
 (février 2024).
Si vous disposez d'ouvrages ou d'articles de référence ou si vous connaissez des sites web de qualité traitant du thème abordé ici, merci de compléter l'article en donnant les références utiles à sa vérifiabilité et en les liant à la section « Notes et références ».
El Colegio de México (COLMEX) est un établissement mexicain d'enseignement supérieur et de recherche, spécialisé en sciences humaines. Fondé en 1940 sous le nom de Casa de España, l'établissement est divisé en sept facultés et propose trois licences, sept masters et huit doctorats. Il possède une bibliothèque comportant plus de 665 000 ouvrages sur les sciences sociales, ce qui en fait l'une des plus grandes du genre en Amérique latine.

## Histoire
« La Maison d'Espagne au Mexique », établissement prédécesseur du Colegio, était un centre d'accueil pour les intellectuels républicains espagnols émigrés au Mexique à cause de la guerre civile espagnole, parmi lesquels se trouvaient les écrivains Max Aub, León Felipe, Enrique Díez-Canedo, le philologue Raimundo Lida, le sociologue José Medina Echevarría, le historien Rafael Altamira, les philosophes Joaquínm Xirau, José Gaos et María Zambrano entre autres. La Maison avait pour objectif de continuer le développement scientifique et culturel tandis que la guerre en Espagne se terminait. Néanmoins, les franquistes ayant vaincu les républicains en 1939, l'exil temporaire est devenu permanent.
El Colegio de México a été fondé en 1940 par décret présidentiel de M. Lázaro Cárdenas. Le premier président de El Colegio de México a été désigné M. Alfonso Reyes, très célèbre écrivain hispaniste qui connaissait la communauté des exiles espagnols. Il a consolidé le Colegio en fondant deux centres de recherche : el Centro de Estudios Filológicos, qui actuellement s'appelle Centro de Estudios Lingüísticos y Literarios (CELL-COLMEX) et el Centro de Estudios Históricos. 
En 1960, après la mort de M. Reyes, la présidence de El Colegio sera occupée par M. Daniel Cosío Villegas, économiste, sociologue, politologue qui commença la transformation du Colegio de petite « famille » à centre d'éducation universitaire. Il va fonder le Centro de Estudios Internacionales (CEI-COLMEX). Le but de ce centre est la formation des cadres pour la haute fonction publique et la diplomatie mexicaine. 
Silvio Zavala, troisième président et premier président historien du Colegio de México, a occupé le poste entre 1963 et 1966. Il a donné continuité aux plans d'ampliation de Cosío. Victor L. Urquidi va devenir le quatrième président du Colegio. Il fonda le Centro de Estudios Económicos y Demográficos, duquel sont apparus le Centro de Estudios Económicos (CEE-COLMEX), et el Centro de Estudios Demográficos Urbanos y Ambientales (CEDUA-COLMEX).
El Colegio sera dirigé par M. Mario Ojeda, premier internationaliste à occuper la présidence. Ensuite, ce sera un autre historien, M. Andrés Lira. En 2001, El Colegio de México a gagné le Prix Princesse des Asturies en sciences sociales. En 2005, un troisième historien, M. Javier Garciadiego est devenu président du Colegio. M. Garciadiego fait partie de l'Académie Mexicaine des Lettres, il a été président de l'Académie Mexicaine de l'Histoire et est membre actif du Colegio Nacional. 
La première femme devenue présidente du Colegio est Mme Silvia Giorguli, sociologue démographe. Mme Giorguli a occupé la présidence du Colegio depuis 2015. L'administration Giorguli a fondé en 2021 le Centre d'Études en Genre (CEG) qui se substitua à l'ancien PIEG (Programme Interdisciplinaire d'Études en Genre). Dans ce nouveau centre, El Colegio de México continuera la recherche sur les relations de genre dans l'Amérique latine et le Mexique ainsi que la formation des spécialistes avec le Master en Genre et futurement[Quoi ?] le Doctorat.

## Programmes
Licences
- Licence en politique et administration publique
- Licence en relations internationales
- Licence en économie

Masters
- Master en démographie
- Master en Études urbaines
- Master en économie
- Master en Études Asie et Afrique
- Master en Études de genre
- Master en Science Politique
- Master en Traduction

- Master en Sciences Sociales, spécialité Sociologie

Doctorats
- Doctorat en Histoire
- Doctorat en Études de population
- Doctorat en Littérature espagnole
- Doctorat en Linguistique
- Doctorat en Sociologie
- Doctorat en Études urbaines et Études environnementales
- Doctorat en Économie

## Chaires de recherche
- Chaire Franco-mexicaine « François Chevalier/Silvio Zavala ». Accord de coopération entre El Colegio de México et l'Ambassade de France au Mexique.
- Chaire de Démographie « Jean Bourgeois-Pichat ». Accord de coopération entre El Colegio de México, l'Ambassade de France au Mexique, l'Institut National d'Études Démographiques (INED) et l'Institut de recherche pour le développement (IRD). La chaire a pour but la coopération académique entre académiciens démographes mexicains et français.
- Chaire « Mexico-España ». Chaire de coopération entre académiciens mexicains et espagnols spécialistes dans les relations entre les deux pays.  Chaire México-España
- Chaire « Guillermo y Alejandro de Humboldt ». Accord de coopération entre l'Université National Autonome du Mexique, El Colegio de Mexico et Sistema Alemán de Intercambio Académico Deutscher Akademischer Austauschdienst. La Chaire a été fondée en 1998 avec le but d'organiser séminaires et cours spécialisés dans la culture, société et scénarios politiques allemands contemporains. Chaire "Guillermo y Alejandro de Humboldt" DAAD-Colmex
- Chaire Interinstitutionnelle "Arturo Warman". Accord de coopération qui a pour but la diffusion du travail de l'anthropologue mexicain M. Arturo Warman (1937-2003), qui était spécialiste sur l'ethnologie et l'ethno-histoire. La chaire est partagée entre l'UNAM, El Colegio de México, l'UAM, le CIESAS, l'INHA et le Colegio de Etnólogos y Antropólogos A.C. Chaire d'Anthropologie Arturo Warman
- Chaire "Mario Ojeda". Chaire spécialisée dans la recherche des relations internationales. Avec l'appui de la Fondation Colmex, chaque année un distingué professeur américain est invité à donner une conférence au Colegio de Mexico.  Chaire en Relations Internationales "Mario Ojeda"

## Accords de Coopération et Exchange
Pays Francophones 2021
France
- Université Sorbonne Nouvelle
- Institut d'études politiques de Grenoble
- Université Toulouse-Jean-Jaurès
- École normale supérieure
- Institut d'études politiques de Paris
- Institut d'études politiques de Lille
- Université Paris-Diderot
- Université Paris-Nanterre
- Institut d'études politiques d'Aix-en-Provence
- Institut national d'études démographiques
- Institut de recherche pour le développement
- Université Paris-Sorbonne

Canada
- Campus Glendon de l'Université York
- Université du Québec à Montréal
- Université de Montréal
- Université Queen's
- Université de la Colombie-Britannique

Suisse
- Institut de hautes études internationales et du développement

## Séminaires de recherche
- Séminaire de Violance et Paix (SVP)

Dirigé par Prof. Lorenzo Meyer et Prof. Sergio Aguayo, le SVP est un élan du Centre d'Études Internationales du Colegio pour expliquer la complexe réalité mexicaine dans le domaine de la sécurité publique. Le Séminaire est un point de rendez-vous entre les académiciens, étudiants, hommes et femmes politiques consacrés à l'étude du trafic de drogues en Amérique latine et aux États-Unis, les organisations criminelles, les politiques publiques de sécurité, la géopolitique des drogues, les disparitions forcées, les violations des droits de l'homme, etc. Séminaire Permanent des Inégalités Socio-économiques (SEDES)
Coordonné par Prof. Patricio Solis et Prof. Alice Krozer, le Séminaire SEDES est spécialisé sur le domaine des inégalités depuis une perspective multidisciplinaire. Le Séminaire a consacré des sessions entières à la compréhension critique sur les inégalités latino-américaines sociales: dites éducatives, migratoires, ethno-raciales, etc. 
- Séminaire Permanent d'Histoire Sociale (SPHS)

Le Séminaire a été fondé en 2002. Dirigé par la chercheuse du Centre d'Études Historiques (CEH-COLMEX) Prof. Clara Lida. Le Séminaire est destiné à l'étude des relations sociales. Les travaux présentés dans le SPHS viennent de toutes les Amériques et de l'Ibero-Amérique depuis l'histoire culturelle, l'histoire du crime, l'histoire des mouvements sociaux, les relations sociales à la campagne, etc. 
- Séminaire sur le Travail et les Inégalités (TRADES)

Le Séminaire est coordonné par Prof. Carlos Alba. Il a pour but la réflexion sur le profonds changements dans le travail en Amérique latine dus à la globalisation, ainsi qu'au futur du travail dans la région. Y sont traités des questions centrales : quel est le futur du syndicalisme ? quel avenir pour l'éducation supérieure et le travail des jeunes ? l'emploi peut devenir vert ? Qu'est-ce qu'il faut faire contre la criminalisation du travail informel ? etc. 
- Séminaire Migration, Inégalités et Politiques Publiques (MIGDEP)

Coordonné par le Prof. Claudia Masferrer. Le Séminaire a commencé les projets « Politique Extérieur et Politique Migratoire » et « MGDEP en pratique ». Le premier a pour but la réflexion dans la redéfinition de la Politique migratoire mexicaine où les chercheurs spécialisés ont trouvé un lien formidable. Le second a pour cible la divulgation dans l'organisation des ateliers la méthodologie pour l'étude spécialisée des affaires migratoires. Le Séminaire a consacré une série de vidéos de divulgation des discussions académiques entre figures politiques, académiciens mexicains et américains, professeurs du Colmex spécialisés dans le phénomène de la migration.
- Séminaire d'Histoire Intellectuel de l'Amérique Latine (SHIAL)
- Séminaire Permanent Mexique-Espagne
- Séminaire en Linguistique et Éducation (SEMLE)
- Séminaire de la Vie Quotidienne
- Séminaire Permanent Gouverner l'Urbain / WHIG Mexico
- Séminaire Institutionnel d'Historiographie
- Séminaire Dialogues et Réflexions sur Population, Ville et Environnement (DyR)
- Séminaire Permanent de Recherche du Programme Interdisciplinaire d'Études en Genre

## Anciens élèves
- Adolfo Aguilar Zínser
- Marcelo Ebrard
- Patricia Espinosa
- Carlos Virgilio Ferrer, Ambassadeur du Mexique en Algérie en 2001-2.
- Rosario Green
- Claude Heller, Ambassadeur du Mexique en Suisse de 1989 à 1991, Ambassadeur du Mexique en France de 2001 à 2007.
- Arturo Herrera Gutiérrez
- Luciano Eduardo Joublanc, Ambassadeur du Mexique en Suisse en 2007.
- Cecilia Jaber, Ambassadrice du Mexique en Suisse depuis 2019.
- Enrique Krauze
- Héctor Manuel Rodríguez Arellano, Ambassadeur du Mexique en Haïti 2018-19.
- Gabriel Rosenzwieg, Ambassadeur du Mexique en Algérie depuis 2018.
- Jaime Serra Puche
- Graciela Márquez Colín

### Professeurs et chercheurs
- Luis F. Aguilar Villanueva
- Sergio Aguayo Quezada
- Roberto J. Blancarte Pimentel
- Julio Boltvinik Kalinka
- Manuel Camacho Solís
- Georges Castellan
- Daniel Cosío Villegas
- Saurabh Dube
- Fernando Escalante Gonzalbo
- Gerardo Esquivel Hernández
- Brígida García Guzmán
- Javier Garciadiego Dantán
- Ario Garza Mercado
- Gustavo Garza Villarreal
- Francisco Gil Villegas y Montiel
- Silvia Teresa Gómez Tagle Lemaistre
- Aurelio González Pérez
- Luis Fernando Lara Ramos
- Susana Lerner Sigal
- José Luis Lezama
- María Soledad Loaeza Tovar
- Juan M. Lope Blanch
- Enrique Márquez Jaramillo
- Mauricio Merino
- Porfirio Muñoz Ledo
- Fernando Nieto
- Manuel Ordorica Mellado
- Guillermo Ortiz Martínez
- Jacqueline Peschard
- Roger Portal
- Elías Pino Iturrieta
- Alfonso Reyes Ochoa
- Jesús Seade Kuri
- Bernardo Sepúlveda Amor
- Jaime Serra Puche
- Fernando Serrano Migallón
- Jesús Silva Herzog
- Carlos Tello Macías
- Elena Urrutia
- Josefina Zoraida Vázquez y Vera
- Martha Elena Venier
- Rodolfo Stavenhagen